# Bernard Pécoul
Bernard Pécoul est un médecin et humanitaire,  directeur de la Campagne pour l'accès aux médicaments essentiels de Médecins sans frontières des années 1998 à 2002, qu'il lance avec Jacques Pinel. Il est actuellement directeur exécutif du DNDI (Drugs for Neglected Diseases initiative). Après avoir obtenu son diplôme de médecin à l'université de Clermont-Ferrand, il a obtenu un Master en Santé publique à l'Université Tulane aux États-unis.